# Javier Echeverría
Javier Echeverría Ezponda (Pamplona, 2 de marzo de 1948) es un filósofo, matemático, ensayista y catedrático español.

## Biografía
Licenciado en Filosofía y Matemáticas por la Universidad Complutense de Madrid, obtuvo el doctorado en Filosofía en la misma universidad, así como el 'doctorat ès lettres et sciences humaines' en la Universidad de París I Panthéon-Sorbonne. Profesor en la Politécnica madrileña y catedrático de Filosofía y Lógica de la Universidad del País Vasco (UPV/EHU). Ha sido director del Instituto de Filosofía del Consejo Superior de Investigaciones Científicas (CSIC). Más tarde, tras obtener la excedencia, ocupó un puesto como investigador en la Fundación Vasca de Ciencia (vinculada a la UPV/EHU). Actualmente es vicepresidente de la Academia de las Ciencias, las Artes y las Letras del País Vasco. Es especialista en axiología y filosofía de la ciencia, las relaciones entre la tecnología, ciencia, nuevas tecnologías de la información y el papel del ser humano y la sociedad como conjunto.
Es un prolífico autor de ensayos en torno a su labor investigadora, con los que ha conseguido algunos premios destacados: en 1995 ganó el Premio Anagrama de Ensayo con Telépolis y en 2000 el Premio Nacional de Ensayo por Los señores del aire: Telépolis y el Tercer Entorno. Ha sido también Premio Euskadi de Investigación en Ciencias y Humanidades en 1997, así como Premio Eusko Ikaskuntza-Laboral Kutxa en 2016. Entre sus últimas obras se encuentran Entre cavernas: de Platón al cerebro pasando por Internet (2013) y El arte de innovar (2017).
Es miembro de la Sociedad Española Leibniz y de la International Academy of the Philosophy of Science.

## Publicaciones
- Nuevos ensayos sobre el entendimiento humano (1978)
- Introducción a la Metodología de la Ciencia: la Filosofía de la Ciencia en el siglo XX (1989)
- Calculemos: matemáticas y libertad (1996)
- Sobre el juego (1997)
- Telépolis (1994)
- Cosmopolitas domésticos (1995)
- Un mundo virtual (2000)
- Los señores del aire: Telépolis y el Tercer Entorno (2000)
- Ciencia y Valores (2002)
- La revolución tecnocientífica (2003)
- Ciencia del bien y el mal (2007)
- La luz de la luciérnaga. Diálogos de Innovación Social (con Ander Gurrutxaga, 2012)
- Entre cavernas. De Platón al Cerebro pasando por Internet (2013)
- El arte de innovar (2017)
- Tecnopersonas. Cómo las tecnologías nos transforman (con Lola S. Almendros, 2023)